# Róbert Károly Magánkórház
A TritonLife Róbert Magánkórház egy 100%-ban magyar tulajdonban lévő magánkórház, mely a TritonLife csoport első akvizíciójaként működik 2018 óta. Alapítási éve 2007. Tevékenységei között számos szakterület képviselteti magát: aneszteziológia, érsebészet, gasztroenterológia, gyermek nőgyógyászat, gyermek sebészet, hasi sebészet, hepatológia, kézsebészet, nőgyógyászat, pajzsmirigy sebészet, proktológia, szülészet, neonatológia, várandósgondozás, urológia.

## Története
A TritonLife Róbert Magánkórház jogelődje, a Róbert Károly Magánklinika 2007-től működött a Nyírő Gyula Kórház területén, miután a 2007-es egészségügyi reform kapcsán a Nyírő Gyula Kórház szülészet-nőgyógyászati osztályán a fekvőbeteg ellátás OEP finanszírozása megszűnt. A Magánklinika alkalmazta a munka nélkül maradt egészségügyi dolgozók legtöbbjét, és folyamatosan fenntartotta mind a fekvő-, mind a járóbeteg ellátást.[forrás?]
A Telki Kórház 2013-as bezárásával összefüggésben a Magánklinika elsősorban a szülészet és a sebészet, de a fekvőbeteg-szakellátás egész területén a páciensek számának növekedésére számított.